# 13e étape du Tour de France 2009
Pour un article plus général, voir Tour de France 2009.
La 13e étape du Tour de France 2009 s'est déroulée le 17 juillet. Le parcours de 200 kilomètres reliait Vittel à Colmar. C'est l'une des deux étapes du Tour (avec la 10e) qui aurait dû se courir sans oreillettes. Mais face à la fronde menée par certains directeurs d'équipe lors de la première expérience de ce type trois jours plus tôt (et qui avait entraîné une protestation de la plupart des coureurs), l'Union cycliste internationale a décidé d'autoriser le port des oreillettes pour les coureurs la veille du départ. La victoire est revenue en solitaire à l'Allemand Heinrich Haussler.

## Parcours
Avant les étapes alpestres, les Vosges et une journée de moyenne montagne à passer entre Vittel, connue pour son eau minérale, et Colmar, l'une des villes les moins arrosées de France avec une pluviosité annuelle de 530 mm.
Le peloton se dirigera à travers la Lorraine et l'Alsace, pour affronter les cols vosgiens. Le premier d'entre eux vient après le passage à Gérardmer, où l'on se souvient qu'en 2005, la huitième étape avait donné lieu à un rude combat pour la victoire entre Andreas Klöden et Pieter Weening ; à l'époque, le jeune Néerlandais était parvenu à créer la surprise en l'emportant de justesse, pour huit millimètres. Il s'agit du col de la Schlucht, l'un des plus fréquentés du massif des Vosges, situé à 1 139 mètres, pour neuf kilomètres de montée à 6,7 %. L'enchaînement avec le col du Platzerwasel (1 182 mètres d'altitude), depuis Munster est immédiat ; si la montée est de même longueur, la déclivité moyenne est plus élevée : 7,6 %. Légèrement plus court, mais plus proche de l'arrivée, le col du Firstplan et ses 5,4 % devraient faire office de juge de paix. La fin de l'étape se déroulera en partie descendante jusqu'au terme de cette treizième journée, à Colmar, l'une des premières villes à avoir annoncé le passage de la quatre-vingt seizième édition de la « Grande Boucle ».

## Récit

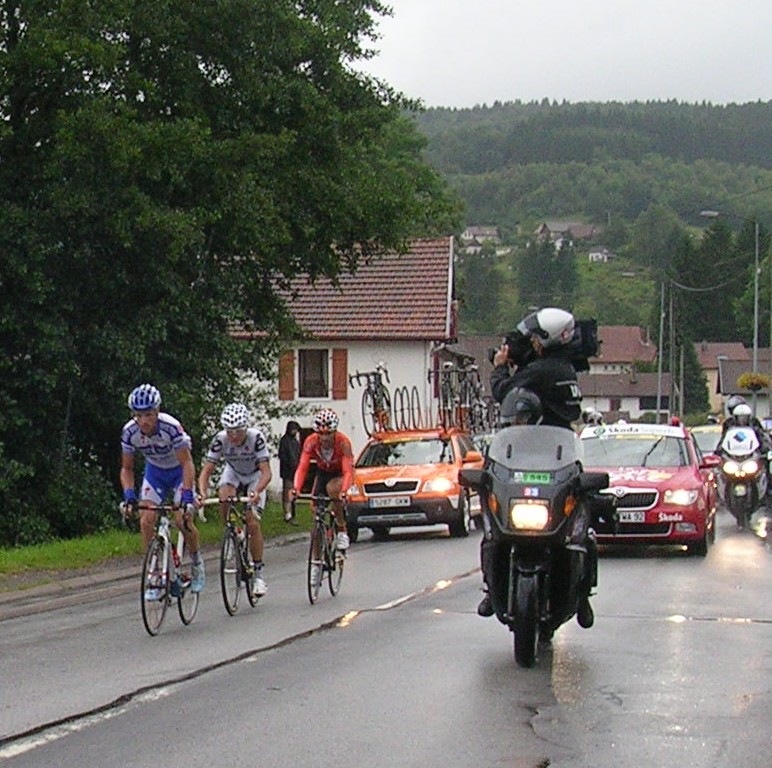
Passage des trois échappés à Le Tholy sur la D 417 vers le km 79, dans l'ordre : Sylvain Chavanel, Heinrich Haussler et Rubén Pérez.

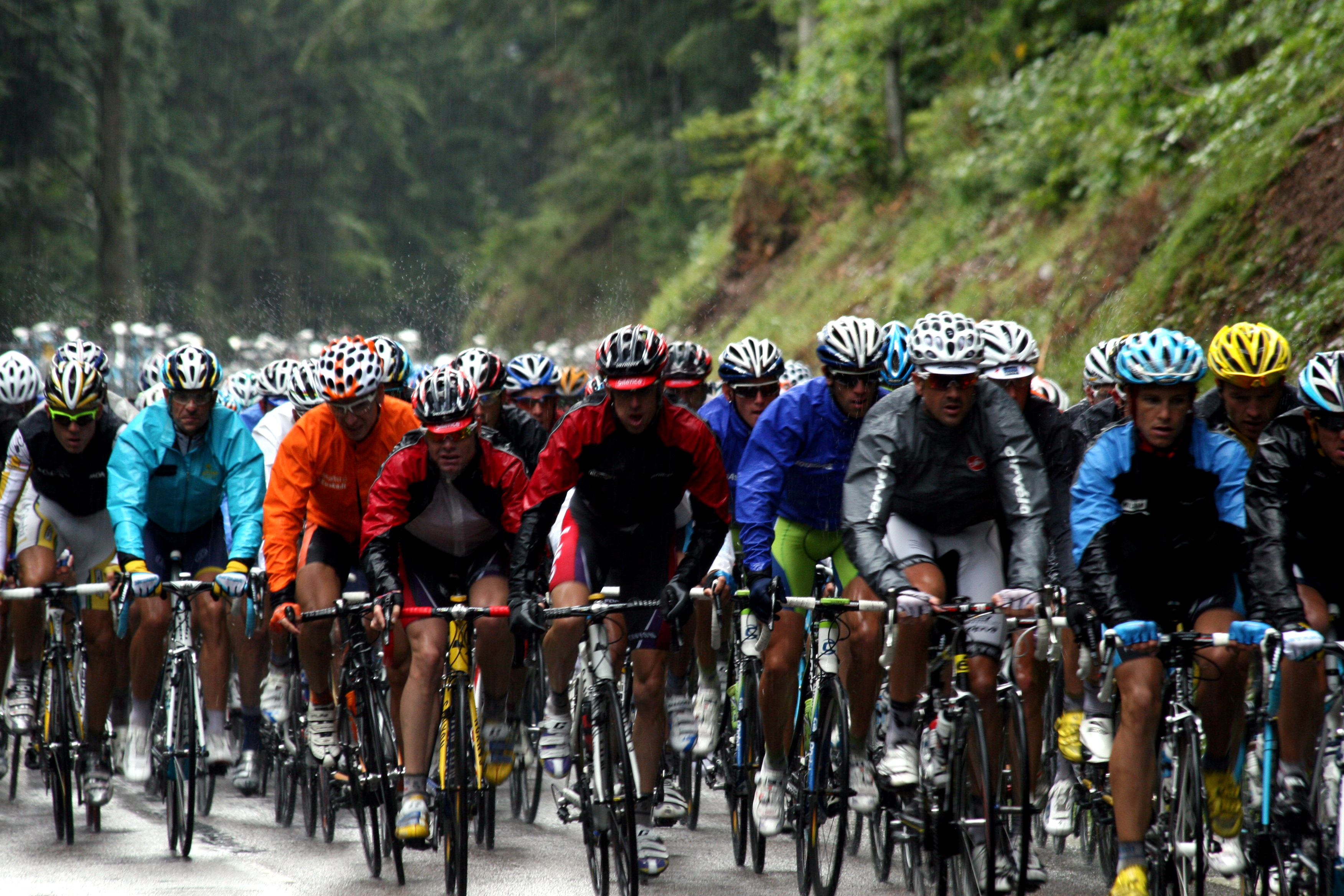
Le peloton sous la pluie.

Au kilomètre 3, trois hommes s'échappent. Ils sont rejoints par 4 autres coureurs. Puis quelques kilomètres plus loin, ils ne sont plus que trois, Rubén Pérez, Sylvain Chavanel et Heinrich Haussler. Ils ont jusqu'à 8 minutes d'avance sur le peloton à 100 km du but. Puis Rubén Pérez se fait lâcher par les deux hommes. Dans la descente du col du Platzerwasel, Haussler lâche Chavanel victime d'une crise d'hypoglycémie et dans le peloton, Brice Feillu et Amets Txurruka attaquent. Heinrich Haussler remporte sans problème sa première victoire sur le Tour après 197 kilomètres d'échappée sous la pluie et le froid. Il s'impose avec plus de 4 minutes sur Txurruka.
Un peloton d'une soixantaine d'unités, rendu peu combatif par la pluie et le froid, concède près de 7 minutes au vainqueur. Sa passivité fait deux heureux, Franco Pellizotti et Thor Hushovd, nouveaux leaders des classements de la montagne et par points.

## Incident
Dans la descente du col de Bannstein, des coups de feu ont été tirés. Óscar Freire et Julian Dean ont été touchés par des plombs respectivement à la jambe et à la main.

## Sprints intermédiaires
| Premier   | Christophe Moreau | 6 pts |
| Deuxième  | Heinrich Haussler | 4 pts |
| Troisième | Sylvain Chavanel  | 2 pts |

| Premier   | Rubén Pérez Moreno | 6 pts |
| Deuxième  | Sylvain Chavanel   | 4 pts |
| Troisième | Heinrich Haussler  | 2 pts |

| - 3. Sprint intermédiaire de Luttenbach (kilomètre 124) \| Premier \| Sylvain Chavanel \| 6 pts \| \| Deuxième \| Heinrich Haussler \| 4 pts \| \| Troisième \| Rubén Pérez Moreno \| 2 pts \| |                    |       |
| Premier | Sylvain Chavanel   | 6 pts |
| Deuxième | Heinrich Haussler  | 4 pts |
| Troisième | Rubén Pérez Moreno | 2 pts |

## Cols et côtes
| Premier   | Juan Manuel Gárate | 4 pts |
| Deuxième  | Rubén Pérez Moreno | 3 pts |
| Troisième | Sylvain Chavanel   | 2 pts |
| Troisième | Christophe Moreau  | 1 pt  |

| Premier   | Rubén Pérez Moreno | 10 pts |
| Deuxième  | Sylvain Chavanel   | 9 pts  |
| Troisième | Heinrich Haussler  | 8 pts  |
| Quatrième | Egoi Martínez      | 7 pts  |
| Cinquième | Franco Pellizotti  | 6 pts  |
| Sixième   | Gorka Verdugo      | 5 pts  |

| Premier   | Sylvain Chavanel   | 15 pts |
| Deuxième  | Heinrich Haussler  | 13 pts |
| Troisième | Rubén Pérez Moreno | 11 pts |
| Quatrième | Franco Pellizotti  | 9 pts  |
| Cinquième | Mikel Astarloza    | 8 pts  |
| Sixième   | Alberto Contador   | 7 pts  |
| Septième  | Lance Armstrong    | 6 pts  |
| Huitième  | Fränk Schleck      | 5 pts  |

| Premier   | Heinrich Haussler | 4 pts |
| Deuxième  | Sylvain Chavanel  | 3 pts |
| Troisième | Amets Txurruka    | 2 pt  |
| Quatrième | Brice Feillu      | 1 pt  |

| - 5. Col du Firstplan, 2e catégorie (kilomètre 179,5) \| Premier \| Heinrich Haussler \| 20 pts \| \| Deuxième \| Amets Txurruka \| 18 pts \| \| Troisième \| Sylvain Chavanel \| 16 pts \| \| Quatrième \| Brice Feillu \| 14 pts \| \| Cinquième \| Franco Pellizotti \| 12 pts \| \| Sixième \| Vincenzo Nibali \| 10 pts \| |                   |        |
| Premier | Heinrich Haussler | 20 pts |
| Deuxième | Amets Txurruka    | 18 pts |
| Troisième | Sylvain Chavanel  | 16 pts |
| Quatrième | Brice Feillu      | 14 pts |
| Cinquième | Franco Pellizotti | 12 pts |
| Sixième | Vincenzo Nibali   | 10 pts |

## Classement de l'étape
| Classement de la 13e étape | Classement de la 13e étape | Classement de la 13e étape | Classement de la 13e étape | Classement de la 13e étape |
|                            | Coureur                    | Pays                       | Équipe                     | Temps                      |
| -------------------------- | -------------------------- | -------------------------- | -------------------------- | -------------------------- |
| 1er                        | Heinrich Haussler          | GER                        | Cervélo TestTeam           | en 4 h 56 min 26 s         |
| 2e                         | Amets Txurruka             | ESP                        | Euskaltel-Euskadi          | + 4 min 11 s               |
| 3e                         | Brice Feillu               | FRA                        | Agritubel                  | + 6 min 13 s               |
| 4e                         | Sylvain Chavanel           | FRA                        | Quick Step                 | + 6 min 31 s               |
| 5e                         | Peter Velits               | SVK                        | Team Milram                | + 6 min 43 s               |
| 6e                         | Thor Hushovd               | NOR                        | Cervélo TestTeam           | + 6 min 43 s               |
| 7e                         | Vladimir Efimkin           | RUS                        | AG2R La Mondiale           | + 6 min 43 s               |
| 8e                         | Bradley Wiggins            | GBR                        | Garmin-Slipstream          | + 6 min 43 s               |
| 9e                         | George Hincapie            | USA                        | Team Columbia-HTC          | + 6 min 43 s               |
| 10e                        | Andy Schleck               | LUX                        | Team Saxo Bank             | + 6 min 43 s               |
| modifier                   |                            |                            |                            |                            |

## Classement général
| Classement général à la 13e journée | Classement général à la 13e journée | Classement général à la 13e journée | Classement général à la 13e journée | Classement général à la 13e journée |
|                                     | Coureur                             | Pays                                | Équipe                              | Temps                               |
| ----------------------------------- | ----------------------------------- | ----------------------------------- | ----------------------------------- | ----------------------------------- |
| 1er                                 | Rinaldo Nocentini                   | ITA                                 | AG2R La Mondiale                    | en 53 h 30 min 30 s                 |
| 2e                                  | Alberto Contador                    | ESP                                 | Astana                              | + 6 s                               |
| 3e                                  | Lance Armstrong                     | USA                                 | Astana                              | + 8 s                               |
| 4e                                  | Bradley Wiggins                     | GBR                                 | Garmin-Slipstream                   | + 46 s                              |
| 5e                                  | Andreas Klöden                      | GER                                 | Astana                              | + 54 s                              |
| 6e                                  | Tony Martin                         | GER                                 | Team Columbia-HTC                   | + 1 min 0 s                         |
| 7e                                  | Christian Vande Velde               | USA                                 | Garmin-Slipstream                   | + 1 min 24 s                        |
| 8e                                  | Andy Schleck                        | LUX                                 | Team Saxo Bank                      | + 1 min 49 s                        |
| 9e                                  | Vincenzo Nibali                     | ITA                                 | Liquigas                            | + 1 min 54 s                        |
| 10e                                 | Luis León Sánchez                   | ESP                                 | Caisse d'Épargne                    | + 2 min 16 s                        |
| modifier                            |                                     |                                     |                                     |                                     |

## Classements annexes

### Classement par points

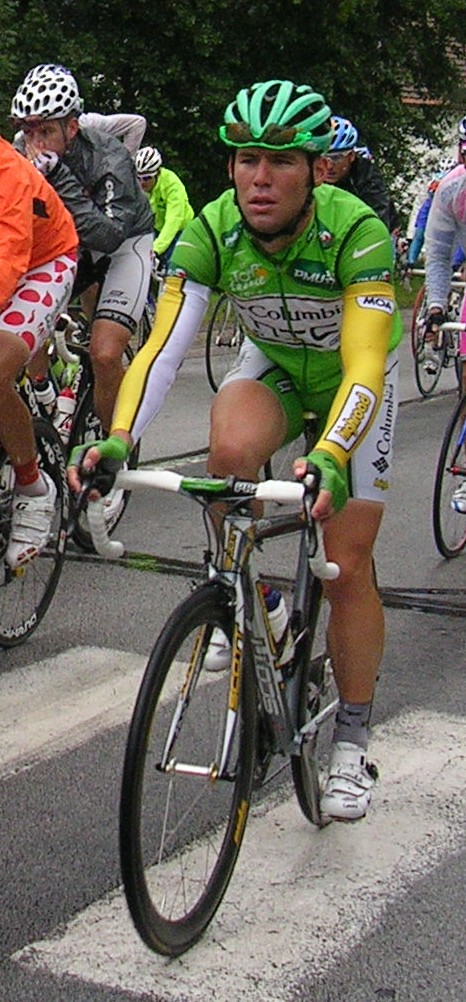
Mark Cavendish perd son maillot vert dans cette 13e étape au profit de Thor Hushovd.

| Classement par points | Classement par points | Classement par points | Classement par points | Classement par points |
| --------------------- | --------------------- | --------------------- | --------------------- | --------------------- |
|                       | Coureur               | Pays                  | Équipe                | Point(s)              |
| 1er                   | Thor Hushovd          | NOR                   | Cervélo TestTeam      | 205 points            |
| 2e                    | Mark Cavendish        | GBR                   | Team Columbia-HTC     | 200 pts               |
| 3e                    | José Joaquín Rojas    | ESP                   | Caisse d'Épargne      | 116 pts               |
| modifier              |                       |                       |                       |                       |

### Classement de la montagne
| Classement du meilleur grimpeur | Classement du meilleur grimpeur | Classement du meilleur grimpeur | Classement du meilleur grimpeur | Classement du meilleur grimpeur |
| ------------------------------- | ------------------------------- | ------------------------------- | ------------------------------- | ------------------------------- |
|                                 | Coureur                         | Pays                            | Équipe                          | Point(s)                        |
| 1er                             | Franco Pellizotti               | ITA                             | Liquigas                        | 98 points                       |
| 2e                              | Egoi Martínez                   | ESP                             | Euskaltel-Euskadi               | 95 pts                          |
| 3e                              | Brice Feillu                    | FRA                             | Agritubel                       | 64 pts                          |
| modifier                        |                                 |                                 |                                 |                                 |

### Classement du meilleur jeune
| Classement général du meilleur jeune | Classement général du meilleur jeune | Classement général du meilleur jeune | Classement général du meilleur jeune | Classement général du meilleur jeune |
|                                      | Coureur                              | Pays                                 | Équipe                               | Temps                                |
| ------------------------------------ | ------------------------------------ | ------------------------------------ | ------------------------------------ | ------------------------------------ |
| 1er                                  | Tony Martin                          | GER                                  | Team Columbia-HTC                    | en 53 h 31 min 30 s                  |
| 2e                                   | Andy Schleck                         | LUX                                  | Team Saxo Bank                       | + 49 s                               |
| 3e                                   | Vincenzo Nibali                      | ITA                                  | Liquigas                             | + 54 s                               |
| modifier                             |                                      |                                      |                                      |                                      |

### Classement par équipes
| Classement par équipes | Classement par équipes | Classement par équipes | Classement par équipes |
|                        | Équipe                 | Pays                   | Temps                  |
| ---------------------- | ---------------------- | ---------------------- | ---------------------- |
| 1re                    | Team Saxo Bank         | Danemark               | en 158 h 57 min 8 s    |
| 2e                     | AG2R La Mondiale       | France                 | + 34 s                 |
| 3e                     | Astana                 | Kazakhstan             | + 37 s                 |
| modifier               |                        |                        |                        |

### Combativité
Heinrich Haussler

## Abandons
- Levi Leipheimer (États-Unis) et Peter Wrolich (Autriche) sont non partants.
- Bien qu'arrivé hors délais, le Slovène Simon Špilak a été repêché par le jury des commissaires, compte tenu de la gêne occasionnée par le nombreux public.